# Attaques aériennes américaines au Pakistan

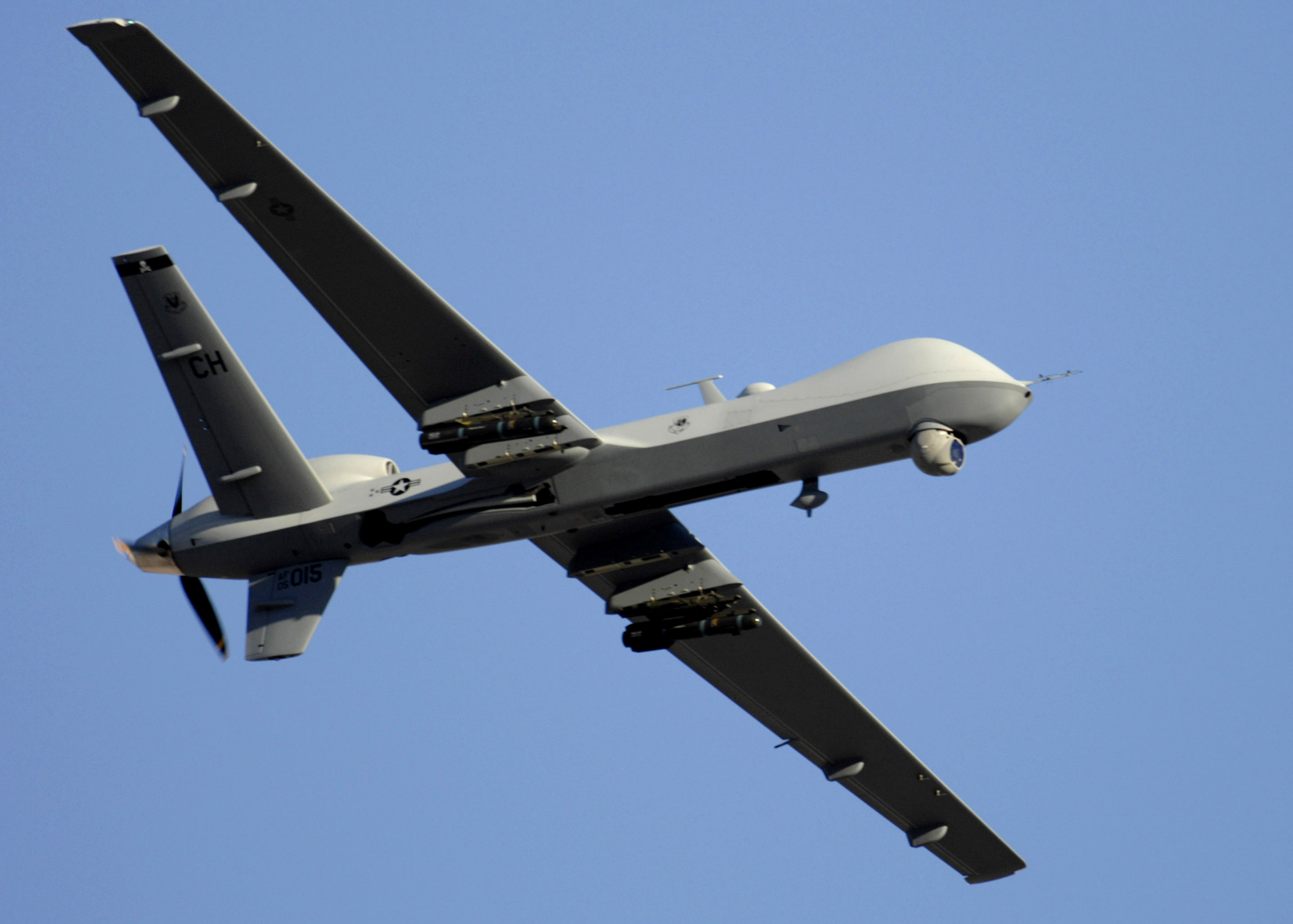
Un General Atomics MQ-9 Reaper de l'armée américaine.

Les attaques aériennes américaines au Pakistan sont des attaques de drones associées à quelques bombardements, menés dans les régions tribales de 2004 à 2018 par l'USAF et la CIA, en lien avec la politique américaine de lutte contre le terrorisme islamique, avec la guerre d'Afghanistan et l'insurrection islamiste au Pakistan.
Elles consistent essentiellement en des tirs de drones, et parfois en des excursions d'hélicoptères d'attaques au-dessus du territoire pakistanais. Les bombardements de drones sont attribués aux États-Unis et visent surtout le Waziristan et ne touchent pratiquement que le Waziristan du Nord depuis 2010. Ces opérations sont illégales et ont été secrètes jusqu'en janvier 2012, date à laquelle le président Obama a admis leur existence. Les attaques visent à combler le manque d'actions menées par l'armée pakistanaise contre certains mouvements se battant en Afghanistan. Ainsi, au fur et à mesure que l'armée pakistanaise a étendu ses opérations militaires dans les régions tribales, les frappes de drones se sont recentrées sur le Waziristan du Nord.
Ces attaques ne sont pas officiellement comptabilisées par l'armée américaine. Selon diverses études, les attaques auraient tué entre 2 400 et plus de 3 700 personnes, dont au moins 10 % de civils. Surtout nombreuses de 2008 à 2014, les attaques cessent après 2018. 
Dès 2012, des études tendent à montrer que ces attaques sont inefficaces : elles éliminent peu de «vraies cibles», causent de nombreuses victimes civiles et terrorisent la population. Cette même année, du fait des attaques « 74 % des Pakistanais [en viennent à considérer] les États-Unis comme un ennemi ».

## Implication économique et militaire des États-Unis

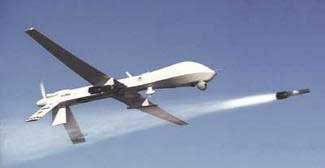
Predator tirant un missile Hellfire.

Les États-Unis ont fourni au Pakistan dans le cadre de leur aide dans la guerre contre le terrorisme entre 2001 et 2010 un total de 17 milliards de dollars, dont entre 2002 et 2008 au titre du Coalition Support Fund, 6,6 milliards de dollars d'aide militaire pour lutter contre les talibans, dont une faible partie a effectivement été attribuée à cette tâche. En octobre 2009, Barack Obama signe le Enhanced Partnership with Pakistan Act of 2009 connu sous le nom de plan Kerry-Lugar-Berman offrant une aide non militaire sous condition de 1,5 milliard de dollars par an au Pakistan répartie jusqu'en 2014 soit un total de 7,5 milliards contre un aide non militaire de plus de 400 millions de dollars en 2008.
Un total de 14 Américains sont morts au Pakistan à cause du terrorisme, douze militaires, un diplomate et le journaliste Daniel Pearl, auxquels on peut rajouter les sept victimes de l'attentat-suicide de la base de Chapman contre un site de la CIA.
En 2009, 14 bataillons des Frontier Corps, soit 9 000 hommes sont entraînés par des militaires américains. L'effectif alors sur place varie entre 80  et   100 militaires des forces d'opérations spéciales et du personnel de soutien, y compris environ 35 formateurs. 3 Marines participant à cette formation ont été tués dans un attentat lors de l'inauguration d'une école pour filles le 3 février 2010.
En septembre 2009, quatre personnels du SOC(FWD)-PAK ont été intégrés au Frontier Corps dans les régions tribales, fournissant des renseignements pour une opération. Ce soutien a été considéré comme hautement réussi, et a permis au FC d'exécuter une frappe d'artillerie sur une position ennemie. En octobre 2009, le quartier-général de l'armée pakistanaise a approuvé une demande du commandant du 11e corps, le général de corps d'armée Masood Aslam, de déployer deux détachements de six personnels du SOC(FWD)-PAK à deux endroits, au Waziristan du Sud et au Waziristan du Nord, pour fournir un soutien en matière de renseignement et des conseils opérationnels généraux. Le soutien envisagé par les Américains comprendrait une réception-visualisation des vidéos prises par les drones. L'ambassade des États-Unis à Islamabad remarquait que ces deux demandes marquent un changement radical dans le haut commandement de l'armée pakistanaise, qui jusqu'alors avait absolument refusé d'attacher des forces américaines à leur unités en opérations. L'ambassade note également que ces déploiements sont très sensibles politiquement, et que s'ils venaient à être connus, les militaires pakistanais arrêteraient probablement les demandes pour ce genre d'assistance. 
En juin 2011, à la suite des crispations créées par le raid contre Ben Laden, ce programme d'entraînement est terminé et 120 conseillers militaires américains ont quitté le pays, laissant une cinquantaine de membres des Special Forces qui était en soutien sur place avec une position difficile.
Tandis que le Pakistan mène des opérations contre les insurgés pakistanais, le gouvernement américain a émis le souhait que le Pakistan lance une offensive contre les talibans afghans présents au Nord-Waziristan. Le gouvernement s'y est longtemps refusé, jusqu'au lancement de l'opération Zarb-e-Azb en 2014, qui vise cependant les insurgés pakistanais du TTP.
La relation politique et militaire entre les deux pays s'est profondément aggravée depuis le raid héliporté ayant conduit à la mort de Ben Laden le 2 mai 2011 et, en septembre 2011, les autorités américaines accusent formellement l'Inter-Services Intelligence de soutenir le réseau Haqqani, l'un des groupes taliban les plus actifs.
Le 9 juin 2013, la Haute Cour de Peshawar a qualifié de « crime de guerre » les tirs de drones américains dans les zones tribales du nord-ouest du Pakistan et ordonné pour la première fois aux autorités locales de prendre une série de mesures pour mettre fin à ces attaques. Lors des élections législatives pakistanaises de 2013, ces frappes ont été critiquées par une partie de la classe politique.

## Traque des militants d'Al-Qaïda et des talibans
Les États-Unis utilisent énormément le renseignement d'origine électromagnétique (écoutes téléphoniques et informatiques entre autres) effectué par la National Security Agency et la CIA dans la traque des militants pris pour cibles, le renseignement humain américain au Pakistan étant plus faible qu'en Afghanistan. Il arrive que des attaques de drones soient déclenchées sur la localisation présumée de la carte SIM de la cible sans confirmation visuelle.
Le Waziristan du Nord, qui fait partie des régions tribales, accueille de nombreux talibans menant des attaques en Afghanistan, ainsi que de nombreux membres d'Al-Qaïda et du réseau Haqqani, dont ces derniers se servent comme « base arrière ». Les services secrets américains et l'ISI ont soupçonné Oussama ben Laden de s'y trouver. C'est pourtant à Abbottabad, près de la capitale, que le 1er mai 2011, un commando héliporté d'une vingtaine de SEAL venu d'Afghanistan a effectué un raid sur la résidence fortifiée d'Oussama Ben Laden et réussit à l'abattre ainsi que deux autres membres de sa famille et deux collaborateurs. L'un des hélicoptères utilisé n'a pu repartir, et le commando emportant le corps de Ben Laden a quitté les lieux à bord des autres appareils.

## Opérations de bombardements

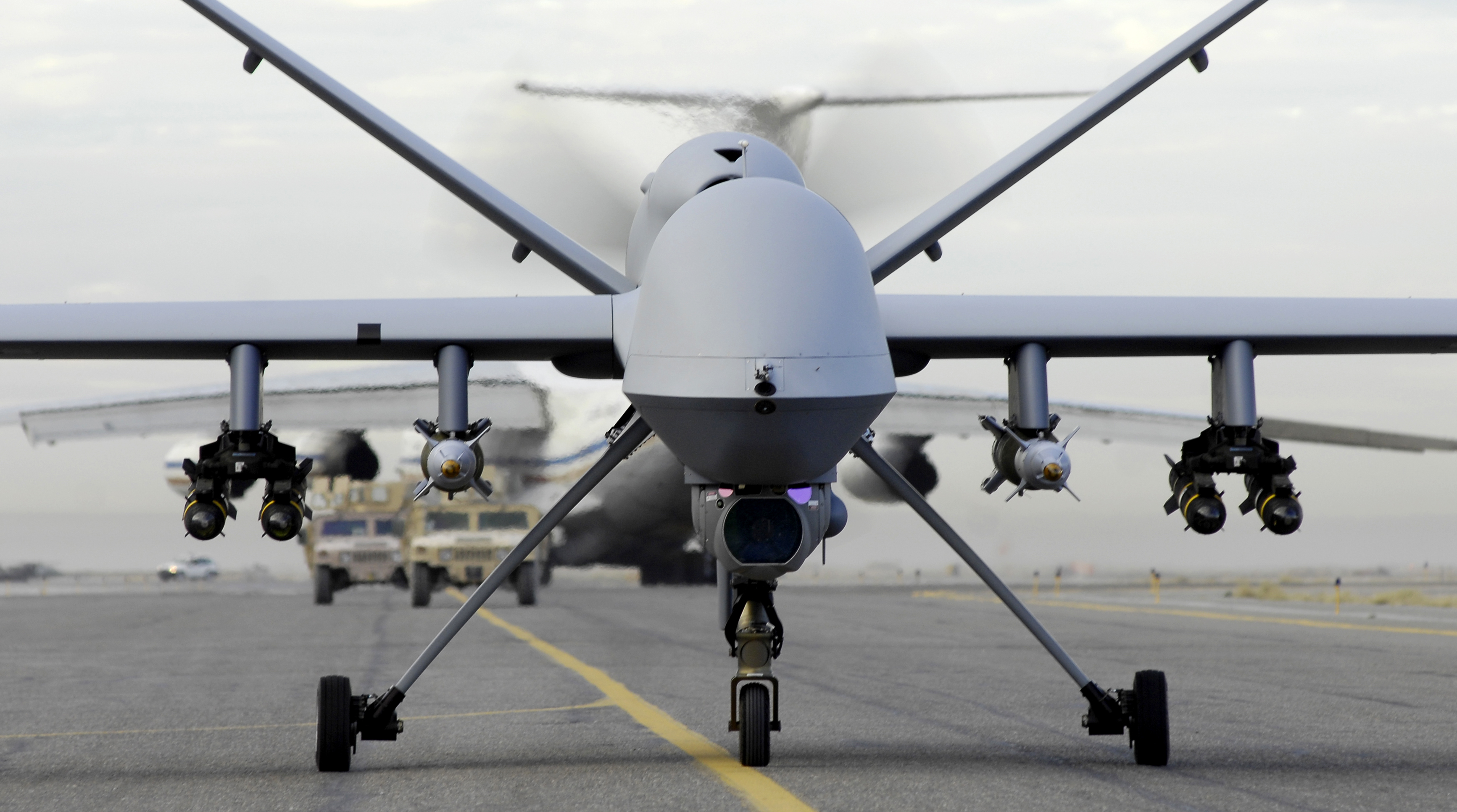
Décollage d'un General Atomics MQ-9 Reaper en Afghanistan.

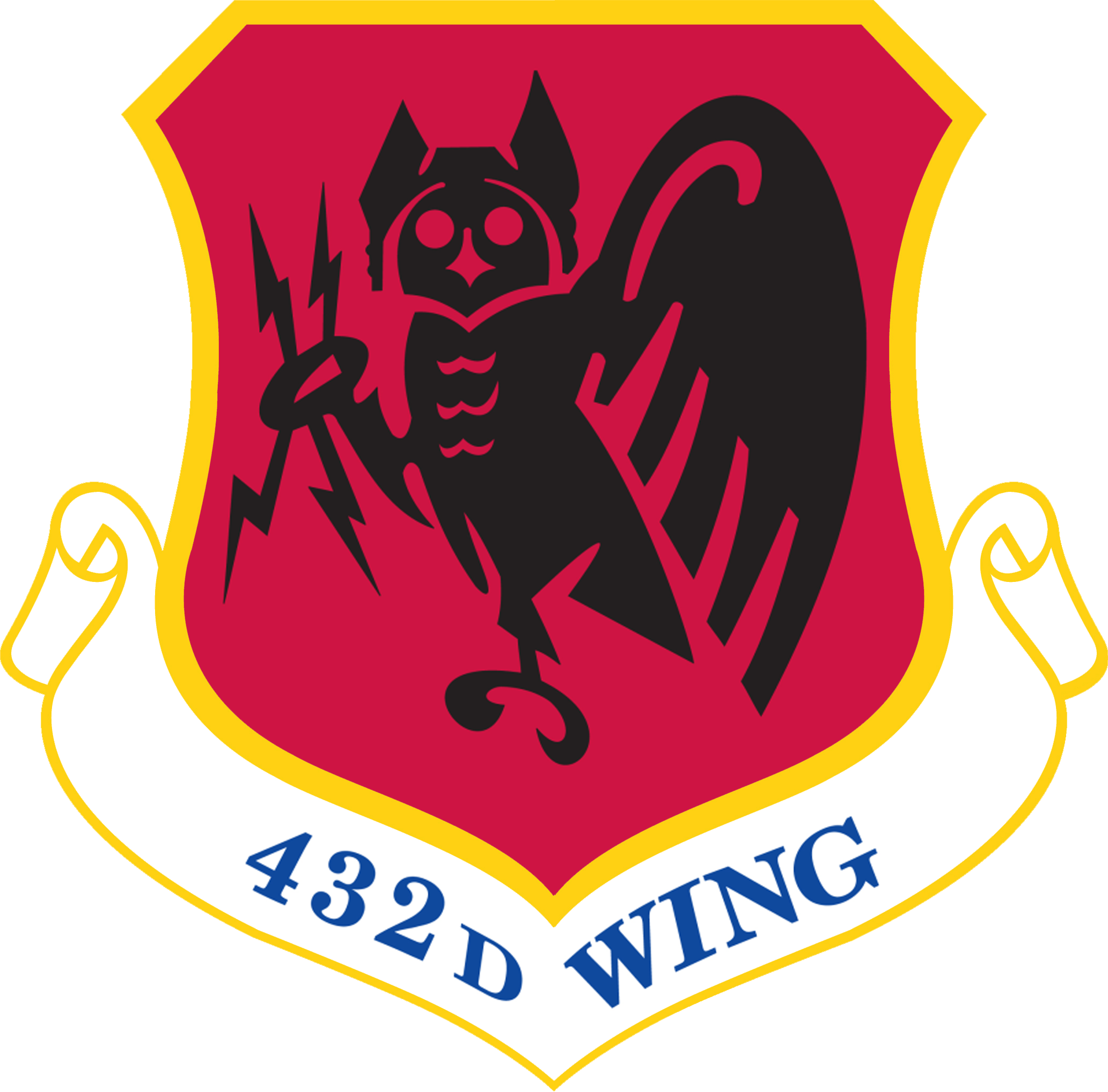
Emblème du 432d Wing, la première escadre de l'USAF dédiée aux drones de combat recréée le 1 mai 2007.

Les drones de combat de l'USAF basés en Afghanistan, et probablement également depuis l'aéroport de Shamsi au Pakistan jusqu'en 2009 souvent pilotés depuis la Creech Air Force Base dans le Nevada par la 432d Wing, commandité par la Central Intelligence Agency et probablement avec l'aide de sa branche paramilitaire, la Special Activities Division, attaquent régulièrement la zone ciblant les extrémistes et insurgés avec comme armement de base des missiles air-sol AGM-114 Hellfire et des bombes guidées Small Smart Weapon - appelées aussi Scorpion - utilisés pour réduire les dommage collatéraux. En 2011, il est estimé qu'une trentaine de drones effectuent ce type de mission. À la suite d’un débat sur la militarisation excessive de la CIA, le président Obama a signé le 22 mai 2013 une « presidential policy guidance » (directive) classée secrète, qui encadre les conditions d’emploi des drones : les militaires retrouvent le quasi-monopole des commandes sur les frappes ciblées, tandis que la CIA conserve des drones de renseignement.
Ils ont fait entre 830 et 1 210 morts début 2010, selon un rapport de la New America Foundation de 2010 corédigé par Peter Bergen (en), dont l'ancien chef des talibans pakistanais Baitullah Mehsud en août 2009. L'administration Obama a généralisé ces attaques : en 2009, il y a eu plus d'attaques de drones que les huit années précédentes. Le rapport affirme par ailleurs que 32 % des victimes de ces attaques depuis 2004 sont des civils. Selon la fondation, les attaques auraient tué entre 2 366 et 3 702 personnes, dont 245 et 303 civils et 211 à 328 inconnus, entre 2004 et 2018.
Ces bombardements furent suspendus le temps de l'affaire Raymond Davis entre le 28 janvier et le 20 février 2011 puis après l'incident frontalier afghano-pakistanais du 26 novembre 2011 qui a contraint les Américains à quitter la base de Shamsi. Il n'y a eu aucune attaque recensée entre le 25 décembre 2013 et le 11 juin 2014, ces dernières reprenant après un assaut terroriste contre l’aéroport international Jinnah de Karachi dans la nuit du 5 au 6 juin 2014 et faisant un minimum de 34 tués dont les 10 assaillants. Les bombardements sont beaucoup moins nombreux après le lancement de l'opération Zarb-e-Azb par l'armée pakistanaise en 2014. La dernière attaque recensée se produit le 4 juillet 2018 dans le Waziristan du Nord, et tue un commandant taliban. 
| Année   | Frappes | Morts | Dont combattants |
| ------- | ------- | ----- | ---------------- |
| 2004    | 1       | 6     | 1                |
| 2005    | 3       | 15    | 5                |
| 2006    | 2       | 93    | 1                |
| 2007    | 4       | 63    | 51               |
| 2008    | 36      | 286   | 208              |
| 2009    | 54      | 543   | 371              |
| 2010    | 122     | 832   | 779              |
| 2011    | 70      | 505   | 416              |
| 2012    | 48      | 295   | 269              |
| 2013    | 26      | 143   | 139              |
| 2014    | 22      | 143   | 143              |
| 2015    | 10      | 55    | 53               |
| 2016    | 3       | 10    | 10               |
| 2017    | 10      | 40    | 37               |
| 2018    | 5       | 11    | 11               |
| 2019-20 | 0       | 0     | 0                |
| Total   | 414     | 3 040 | 2 494            |

La commission des droits de l'homme du Pakistan a annoncé, quant à elle, qu'en 2010, 957 personnes ont trouvé la mort au cours de ces attaques.
Le gouvernement pakistanais fin octobre 2013 déclare 2 227 personnes tuées dont 67 civils en conséquence de 317 tirs de missiles effectués depuis 2009.
De son côté, le Long War Journal, indique le bilan suivant sur ces attaques :
- 2004 : 1 frappe de drone américain en territoire pakistanais le 18 juin tuant Nek Mohammad ;
- 2005 : 1 frappe le 1er novembre tuant Abu Hamza Rabia (en), important membre d'Al-Qaïda ;
- 2006 : 3 frappes tuant 122 talibans, membres présumés d'Al-Qaïda et assimilés, ainsi que 20 civils ;
- 2007 : 5 frappes tuant 73 talibans, membres présumés d'Al-Qaïda et assimilés ;
- 2008 : 36 frappes tuant 286 talibans, membres présumés d'Al-Qaïda et assimilés (dont Abou Jihad al-Masri le 31 octobre 2008) ainsi que 31 civils ;
- 2009 : 53 frappes tuant 463 talibans, membres présumés d'Al-Qaïda ainsi que 43 civils ;
- 2010 : 117 frappes tuant 815 talibans présumés, membres présumés d'Al-Qaïda et assimilés, ainsi qu'au moins 14 civils. La mort annoncée, par un tir de drone, d'Hakimullah Mehsud en janvier 2010, est démentie en avril-mai ;
- 2011 : 64 frappes tuant 405 talibans, membres présumés d'Al-Qaïda et assimilés ainsi que 30 civils ;
- 2012 : 46 frappes tuant 300 talibans, membres présumés d'Al-Qaïda et assimilés ainsi que 4 civils ;
- 2013 : 25 frappes tuant 112 talibans, membres présumés d'Al-Qaïda (Wali ur-Rehman, le no 2 du Tehrik-e-Taliban Pakistan, le 29 mai 2013[34]; Hakimullah Mehsud, le no 2 du TTP le 1er septembre 2013) et assimilés ainsi que 11 civils ;
- 2014 : 24 frappes tuant 152 talibans, membres présumés d'Al-Qaïda et assimilés ;
- 2016 : frappe le 21 mai tuant vraisemblablement le chef taliban Akhtar Mohammad Mansour[35].

Soit un total de plus 422 frappes au 30 mars 2017, 277 au Nord-Waziristan, 89 au Sud-Waziristan et 20 dans d'autres districts tuant, depuis 2004, 2 770 talibans présumés et 158 civils.
| Selon le Long War Journal. | 2004-2006 | 2007     | 2008      | 2009      | 2010       | 2011      | 2012      | 2013      | 2014 | 2015 | Total      |
| -------------------------- | --------- | -------- | --------- | --------- | ---------- | --------- | --------- | --------- | ---- | ---- | ---------- |
| Nombre de tués             | 142       | 73       | 317       | 506       | 815        | 435       | 304       | 137       | 152  | 37   | 2737       |
| Nombre de frappes          | 5         | 5        | 35        | 53        | 117        | 64        | 46        | 28        | 24   | 7    | 366        |
| dont au Waziristan du Nord | 2 (40 %)  | 4 (80 %) | 18 (50 %) | 22 (42 %) | 104 (89 %) | 41 (64 %) | 39 (85 %) | 22 (80 %) | 19   | 4    | 277 (71 %) |
| dont au Waziristan du Sud  | 1 (20 %)  | 1 (20 %) | 14 (39 %) | 27 (51 %) | 7 (6 %)    | 22 (34 %) | 6 (15 %)  | 5 (22 %)  | 4    | 2    | 89 (23 %)  |

Ce type de frappes a lieu également au Yémen (84 frappes entre 2001 et le 30 août 2013) et en Somalie contre les mouvements extrémistes dans ces deux pays.

## Autres opérations au sol
Les États-Unis ont parfois envoyé leurs forces spéciales mener des raids à l'intérieur du territoire pakistanais. Le Joint Special Operations Command (JSOC) dont sa Task Force 145 auraient le pouvoir d'aller traquer les hauts responsables d'Al-Qaïda au Pakistan sans avoir à demander d'autorisation préalable aux autorités locales. Le nombre exact de ces opérations est inconnu ; trois de ces opérations ont été signalées par la presse : 
- un raid contre un camp d'entraînement à Danda Saidgai, au Waziristan du Nord, en janvier 2006[39],[40] ;
- un autre raid de SEAL aurait eu lieu en 2006 dans l'agence de Bajaur[41] ;
- un raid près de Angor Adda dans le Waziristan du Sud le 3 septembre 2008[42].

Un raid avait également été envisagé en 2005 contre un complexe non loin de la frontière afghane, mais il n'a jamais été lancé,,.